# Ivo Protulipac
Ivo Protulipac (Karlovac, 4 giugno 1899 – Trieste, 31 gennaio 1946) è stato un attivista, avvocato e medico croato cattolico che venne assassinato da Gino Benčić, un membro dell'UDBA originario di Sušak.

## Biografia
Da avvocato difese Marko Hranilović nel processo a diversi membri della Hrvatska pravaška omladina (HPO - Gioventù Croata per i Diritti), che nel Regno di Jugoslavia era considerata una organizzazione terroristica. Hranilović era accusato dell'omicidio del giornalista Toni Schlegel, e per tale fatto venne condannato a morte ed impiccato assieme a Matija Soldin il 25 dicembre 1931.
È stato presidente dell'organizzazione cattolica "Hrvatski orlovski savez" (Unione Croata dell'Aquila) quando il re Alessandro I la rese illegale durante la sua dittatura, costringendo Protulipac e Ivan Merz a riformare l'alleanza con il nome di "Križari" (crociati). Per questo, Protulipac fu arrestato in diverse occasioni e anche i vescovi Akšamović e Bonefačić furono interrogati da organi investigativi.
Protulipac lasciò Zagabria il 6 maggio 1945, nella speranza di essere salvato dalla persecuzione da parte delle forze partigiane dalla Jugoslavia. Sebbene avesse raggiunto Roma, decise di tornare a Trieste e assistere i rifugiati croati al confine. Assieme al reverendo Stanislav Golik, si dedicò appassionatamente a favore dei profughi croati, per questo contribuì ad organizzare servizi sacri e l'istruzione religiosa. Si impegnò in queste attività fino alla morte, avvenuta il 31 gennaio 1946 in seguito ad un colpo di arma da fuoco alla testa sparato da un membro dell'UDBA, Gino Benčić. Il corpo di Ivo Protulipac fu ritrovato da Golik, che si occupò della sua sepoltura, effettuata nel cimitero di Sant'Anna a Trieste..
Il corpo venne riesumato il 24 giugno 1993 da tale sede e giunse a Zagabria il 25 giugno, dove si tenne una messa commemorativa e un commiato pubblico per il defunto. Il 26 giugno venne sepolto a Mirogoj nella tomba dove, durante la sua vita, il dott. Protulipac si recava spesso a visitare la sepoltura del suo amico Ivan Merz (Il corpo di Ivan Merz fu trasferito nel 1977 nella Basilica del Cuore di Gesù a Zagabria).